# Wülfer-Bexten

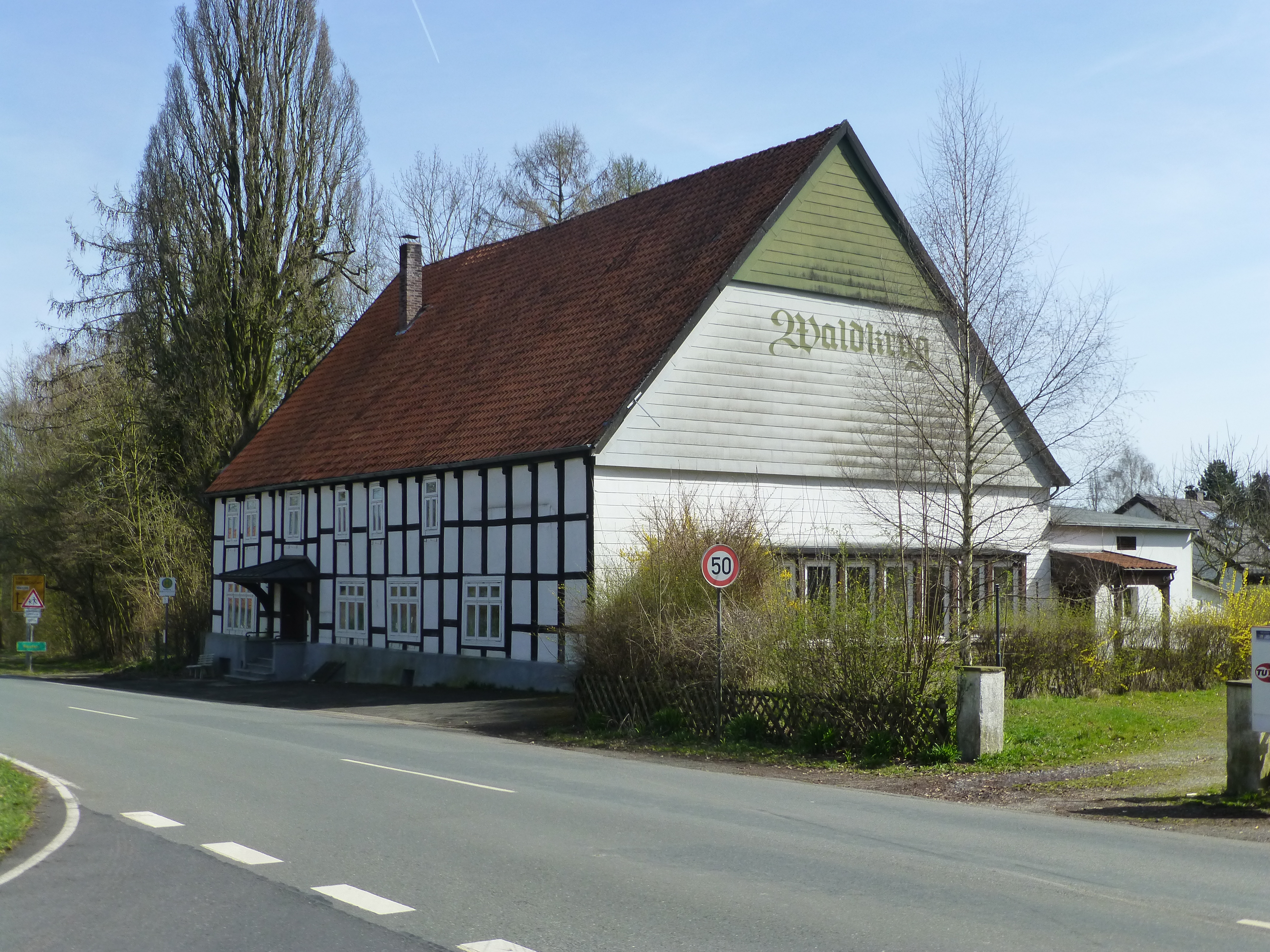
Waldkrug, Bexten

Wülfer-Bexten ist ein Ortsteil der Stadt Bad Salzuflen im nordrhein-westfälischen Kreis Lippe in Deutschland.

## Geographie

### Geographische Lage
Wülfer-Bexten liegt rund fünf Kilometer südwestlich der Bad Salzufler Stadtmitte. Im Norden grenzt es von West nach Ost an die anderen Ortsteile Lockhausen, Werl-Aspe, Schötmar und Holzhausen sowie im Süden an die Gemeinde Leopoldshöhe.

### Ortsgliederung
Zu Wülfer-Bexten gehören die Dörfer Bexten (⊙) und Wülfer (⊙), der Wohnplatz Bexterbreden (⊙), die Wohnsiedlungen „Auf der Huneke“ (⊙) und „Wülferheide“ (⊙) sowie die Weiler Wülfermühle (⊙) und Ziegenecke (⊙)

### Gewässer
Durch den östlichen Teil Wülfer-Bextens fließt zwischen Krentrup im Süden und Schötmar im Norden die Werre. Ihr strömen die beide von West nach Ost verlaufenden Zuflüsse Bexter und Siekbach, der im Süden die Grenze zu Leopoldshöhe bildet, zu.

### Schutzgebiete
In Wülfer-Bexten sind das Naturschutzgebiet „Bexter Wald“ sowie die Landschaftsschutzgebiete „Bexter Bach“, „Bach-Erlen-Eschen-Wald an der Bexter Straße“, „Siekbach“ und „Werre oberhalb Schötmar“ ausgewiesen.

## Geschichte

### Wülfer
Die erste schriftliche Erwähnung von Wülfer als Uuluingeri wird auf das 11. Jahrhundert datiert.

### Bexten
Für Bexten als Bikesethon (später Bykeseten und Bekeseten, eventuell von Byke = Bieke/Bach) wird die erste schriftliche Erwähnung auf den 25. Mai 1036 datiert. In einer Schenkungsurkunde des Paderborner Bischofs Meinwerk (Amtszeit: 1009 bis 1036) überträgt dieser den Haupthof Bexten mit den drei Vorwerken Ekama (Eikmeier), Hyse (Heerse) und Unrikissen (Hündersen) dem neu gegründeten Kloster Busdorf.
Bexten war ab Ende des 14. Jahrhunderts der Sitz des Amtsmeiers. 1524 ließ der Meier zu seinem Hof eine Wassermühle errichten und erhielt die Mahlgerechtigkeit. Der Hof wurde später zu einem Gräftenhof (durch einen Wassergraben geschützt) ausgebaut, 1708 kommt eine Schmiede hinzu. 1731 wird der Amtsmeierhof durch ein Feuer vernichtet und 1771 von Hermann Adolf Meier an das Haus Lippe in Detmold verkauft.
Erst Ende des 18. Jahrhunderts entwickelten sich selbständige landwirtschaftliche Besitzungen um den Amtsmeierhof, 1788 lebten 204 Menschen in Bexten. 1821 wurde die Kruggerechtigkeit erteilt und ab dann im Waldkrug eine Schankwirtschaft betrieben. 1856 wurde der Amtsmeierhof abgerissen und im Jägerhaus eine Nebenschule eingerichtet, drei Jahre später das neue Schulhaus eingeweiht; es diente den Kindern bis 1966 als erste Bildungseinrichtung. 1985 wurde in Bexten die erste Poststelle eröffnet.

### Wülfer-Bexten
Am 1. April 1920 wurde die Gemeinde Wülfer, als die Meierei Bexten hinzukam, in Wülfer-Bexten umbenannt. Bis zur Eingemeindung nach Bad Salzuflen am 1. Januar 1969 war Wülfer-Bexten eine selbstständige Gemeinde im Kreis Lemgo.

#### Einwohnerentwicklung
| Jahr      | 1788 | 1860 | 1939 | 1962 | 1969 |
| --------- | ---- | ---- | ---- | ---- | ---- |
| Einwohner | 204  | 813  | 993  | 1547 | 1631 |

## Religion
Die evangelisch-reformierte Gemeinde in Wülfer-Knetterheide umfasst einen Pfarrbezirk. Die Kirche steht in der Nordstraße. Die Katholiken des Ortsteils gehören zur Gemeinde St. Kilian in Schötmar.

## Sehenswürdigkeiten

### Baudenkmäler
Folgende Bauwerke in Wülfer-Bexten sind in der Denkmalliste der Stadt Bad Salzuflen eingetragen; Grundlage für die Aufnahme war das Denkmalschutzgesetz Nordrhein-Westfalen (DSchG NRW):
- Haus, Bextener Straße 6; das laut Inschrift 1600 errichtete Dreiständer-Fachwerkgebäude war Teil des ehemaligen Amtsmeierhofs (Denkmalnummer 23 / Aufnahme: 1987)
- Historisches Standesamt, Bextener Straße 3; das Fachwerkgebäude war ebenfalls Teil des Amtsmeierhofs  (94 / 1989)

### Tanzlinde

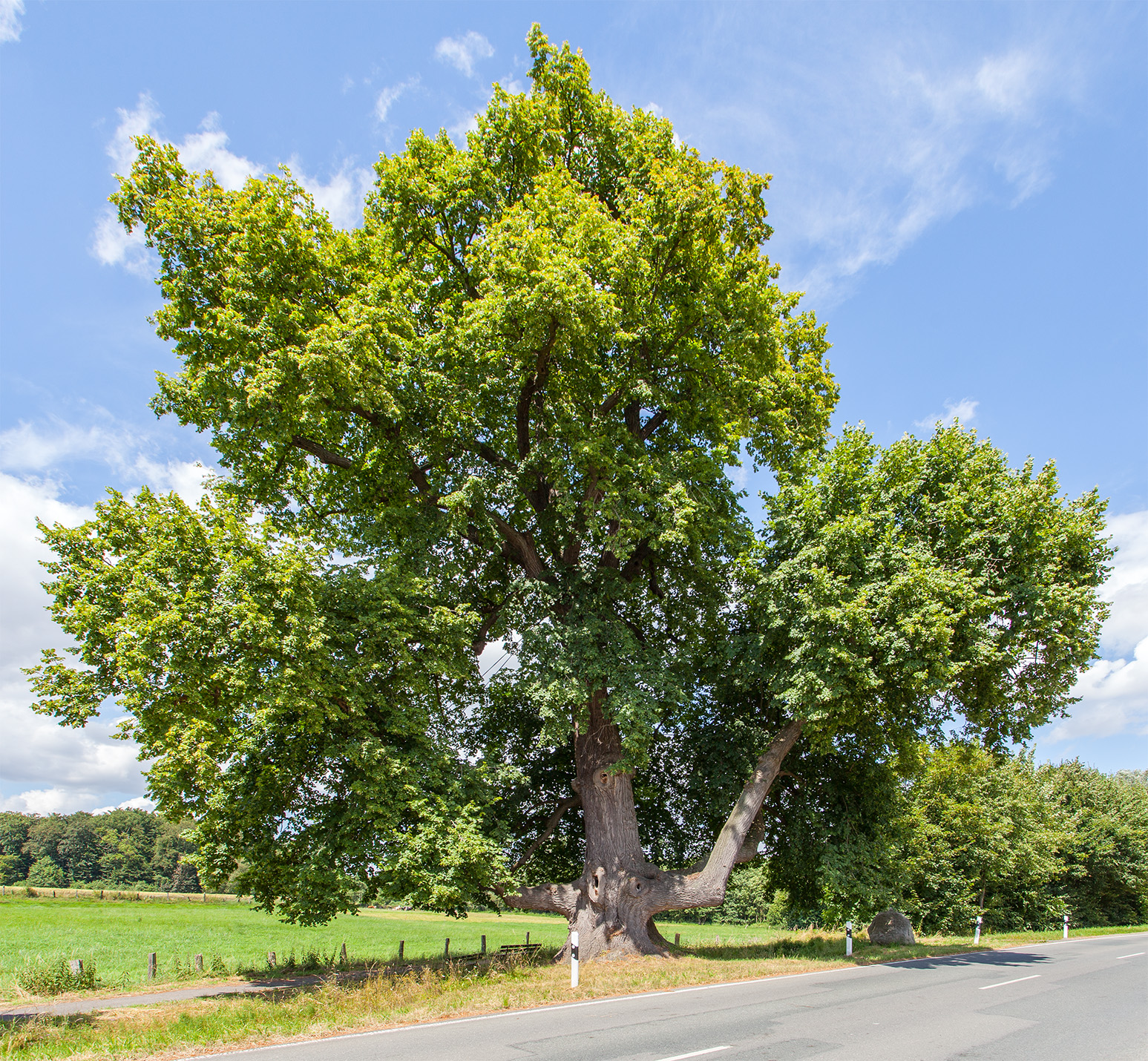
Die über 500 Jahre alte Tanzlinde

In Bexten steht am Mühlendamm der Bextener Straße eine über 500 Jahre alte Tanzlinde, eine Sommerlinde (Tilia platyphyllos), die wegen ihrer Form auch als „Stufenlinde“ bezeichnet wird. Sie ist die „einzige, noch lebende Zeugin“ der wechselvollen Geschichte des Amtmeierhofs. Ob hier neben vielen Festen auch sogenannte Femegerichte stattgefunden haben, ist urkundlich nicht überliefert.

### Vogellehrpfad
Im Bexter Wald, nördlich der Straße Dornenkamp, wurde 1974, angeregt vom ehemaligen Revierförster Fritz Tiemann (1920–1976), der „Vogellehrpfad Bexter-Wald“ angelegt. An dem etwas mehr als anderthalb Kilometer langen Rundweg finden Naturliebhaber und Ornithologen an aufgestellten Tafeln Informationen zur heimischen Vogelwelt und Natur: 1) Singvögel; 2) Jäger der Lüfte; 3) Fledermäuse; 4) Eulen und Greifvögel; 5) Spechthöhlen; 6) Nisthilfen; 7) Winterfütterung; 8) Lebensraum Totholz; 9) Spechte; 10) Moderstamm; 11) Holznutzung ohne Motorsäge/Holzauktion im „Waldkrug“; 12) Nester und Eier; 13) Zugvögel; 14) Waldrand; 15) Jahresringe und 16) Pflanzen des Waldes.

### Gedenkstein ‚August Giebe‘
Im Bexter Wald wurde am 30. Mai 1926 ein Findling als Gedenkstein mit der Inschrift „HIER FIEL AM 7.9.1918 DURCH WILDERERHAND DER POLIZEIWACHTMEISTER AUGUST GIEBE AUS SCHUCKENBAUM. EHRE SEINEM ANDENKEN.“ aufgestellt. Er erinnert an den 1876 in Vahlhausen geborenen Polizeibeamten Giebe aus Ehrdissen, der hier von dem Wilderer Friedrich Siekmann erschossen wurde.

## Persönlichkeiten
Der ehemalige Bundeskanzler Gerhard Schröder verbrachte seine Kindheit von 1945 bis 1956 in Bexten und besuchte die dortige Volksschule.